# Tesa
För andra betydelser, se Tesa (olika betydelser).

Tesa är en tysk tillverkare av tejp under varumärket Tesa med huvudkontor i Hamburg. Tesa ingår i Beiersdorf. Företaget tillverkar produkter för privatkonsumenter och industrin. Tillverkningsorter är Hamburg och Offenburg. 
Namnet Tesa kommer från sekreteraren Elsa Tesmer som fram till 1908 arbetade vid Beiersdorf. Namnet Tesa började användas för Beiersdorfs tandkräm Pebeco. Dagens Tesa skapades 1935 då Beiersdorf använde namnet när man lanserade en transparent tejp. Först användes namnet Beiersdorf-Kautschuk-Klebefilm men senare gick man över till Tesa som blev en stor framgång.  
1941 blev Tesa namnet för företagets samtliga klistertejeper och idag finns namnet på 6500 olika produkter. Sedan 2001 är företaget självständigt men ingår i Beiersdorf. Stora industrikunder finns inom områdena tryck, papper, elektronik och fordonsindustri.